# Тъкане
Тъка̀нето е производството на тъкани с тъкачен стан, един от най-старите занаяти. Възниква през късния неолит като усъвършенстване на плетенето. Тъкането възниква заедно със земеделието. До средата на XVIII –XIX век (когато заработват и първите фабрики за текстил), тъкачеството е бил единственият начин за изработка на дрехи, килими (черджета, черги) и одеяла.

## Същност
Уредът, с който се тъче, се нарича тъкачен стан, а човекът, който се занимава с тъкане – тъкач. Съществуват два вида тъкачни станове: вертикален и хоризонтален.
Най-просто казано на двете дървени части се опъват вълнени нишки по хоризонтала, след което на други дървени части се тъкат вълнени нишки по вертикала. Със специален уред, наречен бърдо, вертикалните нишки се приплескват към хоризонталните и се получава тъкан.
С тази тъкан се получава плат, а от този плат – текстилни изделия.

## История
Възникнало преди около 10 хил. години наравно със земеделието и животновъдството. До създаването на първите фабрики за текстил през XVIII – XIX век е било единственият начин за производство на дрехи. Епохите, в които текстилът се е развивал:
- Античност – През античността платовете са били по-оскъдни от днес. Най-широко разпространените били ленените, вълнените и копринените. Тъй като при различните цивилизации климатът е различен, нуждата от платове варира. В Древен Египет например не е имало нужда от вълнени платове, а били най-използвани ленени. В Древна Гърция най-използвани са ленените и вълнените платове. Но в Китай най-използвани са копринените платове поради географското положение и климатичните условия в тази страна.
- Средновековие – Не се различава много от античността. През средновековието християнската вяра се развива и езическите традиции (там, където има) биват променяни, за да не застрашат институцията. Например по Вълчите празници и Мръсните дни е забранено да се шие, преде или тъче. В Западна Европа ограниченията са много по-сурови и жестоки. Луксозни платове като коприна и други са забранени за простолюдието, както и червеният, белият и златножълтият цвят.
- Ренесанс и Възраждане – Възниква хуманизмът. Вече няма ограничения за цветовете на плата. С Великите географски открития се открива памукът, който дава възможност да се намалят цените на дрехите. Към XVIII – XIX век вече са създадени първите фабрики за текстил, с което текстилните изделия поевтиняват почти двойно.
- Съвремие – Днес тъкачеството не се практикува в ежедневието (освен в етнографските музеи), тъй като процесът на тъкане е дълъг и изтощителен. Най-известни текстилни изделия, правени на стан в България, са Чипровските килими.